# Jack Landells
John Landells (11 tháng 11 năm 1904 - 1986) là một cầu thủ bóng đá người Anh thi đấu ở vị trí tiền đạo.
Sinh ra ở Gateshead, Tyne và Wear, Landells thi đấu cho Grays Athletic, Millwall, West Ham United, Bristol City, Carlisle United, Walsall, Clapton Orient và Chelmsford City. Ông kí hợp đồng với Millwall từ đội nghiệp dư Essex Grays Athletic. Ông thi đấu 8 năm cho Millwall, từ năm 1925 đến năm 1933, ghi tổng cộng 71 bàn thắng trong 184 lần ra sân trên mọi đấu trường. Ông là chân sút có nhiều bàn thứ 8 mọi thời đại của Millwall. He played for the "Professionals" ở 1929 FA Charity Shield. Mùa hè năm 1933, ông gia nhập kình địch West Ham. Ông chỉ thi đấu cho đội trong một mùa giải, ghi 4 bàn trong 22 trận. Ông rời để gia nhập Bristol City, khi đánh bại gã khổng lồ ở Cúp FA trong mùa giải đầu tiên, vượt qua Portsmouth ở vòng Bốn.